# Єзеро (Брезовиця)
Єзеро (словен. Jezero) — поселення в общині Брезовиця, Осреднєсловенський регіон, Словенія. Висота над рівнем моря: 301 м.